# Solyom Bernadett
Solyom Bernadett (Gyergyószentmiklós, 2005. február 11. –) az X-Faktor tizenegyedik évadának győztese.

## Élete
2005. február 11-én született a romániai Gyergyószentmiklóson, középiskolai tanulmányait a településen található Sfântu Nicolae Elméleti Líceumban végzi.

## Pályafutása
2022-ben jelentkezett az X-Faktor tizenegyedik évadába. A válogatón Eve ft. Gwen Stefani Let Me Blow Ya Mind című dalát énekelte és a mentoroktól négy igent kapva továbbjutott a táborba. A táborban ByeAlex csapatába került, ahol Travie McCoy ft. Bruno Mars dalát, a Billionaire-t énekelte. Mentora továbbjuttatta, majd a mentorházban Follow The Flow Anyám mondta című dalával bizonyított, így továbbjutott az élő show-ba. Az élő adások során mindig a mentorok juttatták tovább, majd bejutott a fináléba. A 2022. november 19-én rendezett fináléban a nézői szavazatok alapján a tizenegyedik évad győztese lett, ezzel pedig ő lett ByeAlex negyedik győztes mentoráltja a tehetségkutatóban.

## Diszkográfia

### Kislemezek
- Szabad (2023)
- Cseréltem (2023)
- Garàzsba’ (2024)